# Albert Decourtray
Albert Florent Augustin Decourtray (L'Amiteuse, 9 aprile 1923 – Bron, 16 settembre 1994) è stato un cardinale e arcivescovo cattolico francese.

## Biografia
Figlio di Paul Eugène Decourtary e Marie Louise Virginie Pouille, ebbe un fratello, morto a 17 anni, e due sorelle, morte in giovane età.
Nell'ottobre del 1940 entrò nel seminario minore di Haubourdin e nell'ottobre del 1941 nel seminario maggiore di Lilla. Assolse il servizio militare fra il 1945 e il 1946.
Il 29 giugno 1947 fu ordinato presbitero.
Dopo completò gli studi nella facoltà teologica di Lilla (1948) e successivamente alla Pontificia Università Gregoriana, dove nel 1951 conseguì il dottorato in teologia con una dissertazione su Nicolas Malebranche. Studiò al Pontificio Istituto Biblico dal 1950 al 1951. Dal 1952 fu professore di Sacra Scrittura al seminario maggiore di Lilla e mantenne l'incarico fino al 1962 quando si recò a Gerusalemme, presso il Pontificio Istituto Biblico di quella città. Ebbe nella sua diocesi incarichi via via più importanti, fino a divenire nel 1966 vicario generale e arcidiacono di Roubaix.
Il 27 maggio 1971 fu nominato vescovo titolare di Ippona Zarito e vescovo ausiliare di Digione e il 3 luglio dello stesso anno fu consacrato vescovo a Lilla, dal vescovo della città Adrien Gand.
Il 22 aprile 1974 divenne vescovo di Digione e il 29 ottobre 1981 fu promosso alla sede primaziale e metropolitana di Lione. Dal 1981 al 1987 fu vicepresidente della Conferenza episcopale francese, dal 1987 al 1990 ne fu presidente. Dal 23 aprile 1982 assommò ai precedenti incarichi anche quello di prelato della Missione di Francia.
Papa Giovanni Paolo II lo elevò al rango di cardinale nel concistoro del 25 maggio 1985, conferendogli il titolo della Santissima Trinità al Monte Pincio. Il 1º ottobre 1988 rinunciò alla prelatura della Missione di Francia.
Ricevette diversi premi in riconoscimento della sua azione umanitaria. Il 1º giugno 1993 fu eletto membro dell'Académie Française, installandosi il 10 marzo 1994.
Morì a Bron, presso Lione, all'età di 71 anni per un ictus e fu sepolto nella cripta della cattedrale di Lione.
È stato uno dei cardinali che ha celebrato la Messa tridentina dopo la Riforma liturgica.

## Genealogia episcopale e successione apostolica
La genealogia episcopale è:
- Cardinale Scipione Rebiba
- Cardinale Giulio Antonio Santori
- Cardinale Girolamo Bernerio, O.P.
- Arcivescovo Galeazzo Sanvitale
- Cardinale Ludovico Ludovisi
- Cardinale Luigi Caetani
- Cardinale Ulderico Carpegna
- Cardinale Paluzzo Paluzzi Altieri degli Albertoni
- Papa Benedetto XIII
- Papa Benedetto XIV
- Papa Clemente XIII
- Cardinale Marcantonio Colonna
- Cardinale Giacinto Sigismondo Gerdil, B.
- Cardinale Giulio Maria della Somaglia
- Cardinale Carlo Odescalchi, S.I.
- Vescovo Eugène de Mazenod, O.M.I.
- Cardinale Joseph Hippolyte Guibert, O.M.I.
- Cardinale François-Marie-Benjamin Richard de la Vergne
- Vescovo Marie-Prosper-Adolphe de Bonfils
- Cardinale Louis-Ernest Dubois
- Arcivescovo Jean-Arthur Chollet
- Arcivescovo Héctor Raphaël Quilliet
- Vescovo Charles-Albert-Joseph Lecomte
- Cardinale Achille Liénart
- Vescovo Adrien-Edmond-Maurice Gand
- Cardinale Albert Decourtray

La successione apostolica è:
- Vescovo Gaston Élie Poulain, P.S.S. (1985)
- Vescovo Guy Claude Bagnard (1987)
- Vescovo Pierre Jacques Joatton, Ist. del Prado (1988)
- Arcivescovo Gérard Denis Auguste Defois (1990)
- Arcivescovo François Charles Garnier (1990)
- Vescovo Jacques Maurice Faivre (1992)
- Vescovo Jean Marie Louis Bonfils, S.M.A. (1993)